# فاطمة وماريكا وراشيل (فلم)
هو فيلم اُنتج عام 1949 من بطولة محمد فوزي، ومديحة يسري. عن قصة زواج فيغارو لبومارشيه. وتتشابه أحداث هذا الفيلم مع فيلم هارب من الزواج الذي أُنتج عام 1964 من تأليف الإبياري أيضاً، لكن عن مصدر آخر هو لعبة الحب والمصادفة.

## قصة الفيلم
فتى ثري مستهتر (محمد فوزي) يقيم علاقات نسائية متعددة. يُقيم علاقة مع فتاة يهودية تُدعى راشيل (نيللي مظلوم)، ويدعي أنه على دينها واسمه يوسف، لكن أبوها يستنزف أموال الشاب ببخله الشديد، وتقوم راشيل باصطحابه إلى الخياطة اليونانية ماريكا (لولا صدقي)، فيقيم الفتي علاقة معها أيضاً، ويدعي أيضاً أنه يوناني.
في تلك الأثناء يرسل والد الشاب (عبد الوارث عسر) رسالة إليه يأمره بالزواج من فاطمة (مديحة يسري) ابنة صديقه، وإلا حرمه من الميراث. فيتفق الشاب مع صديقه على تبادل شخصياتهما، لكي لا يتزوج الفتاة، وتتفق الفتاة أيضاً مع خادمتها على تبادل شخصياتهما للتخلص من العريس المرتقب. وبعد عدة مواقف ضاحكة يقرر الشاب الزواج من الخادمة ليكتشف في النهاية أنها فاطمة التي كان أبوه يريدها له.

## أغاني الفيلم
كتب أغاني الفيلم أبو السعود الإبياري، ولحنها محمد فوزي.